# 文沢隆一
文沢 隆一（ふみざわ りゅういち/たかいち、本名: 増本 勲一、1928年 - ）は、日本の小説家、文筆家。
原爆文学を多く執筆した。

## 来歴
広島県生まれ。1957年東京大学文学部哲学科卒。1960年『安芸文学』同人となる。
1963年、小説「重い車」で第6回群像新人文学賞受賞。このときの最終候補に正田昭「サハラの水」も残っていた。

## 著書
- 子どもたちの見たヒロシマ 修学旅行感想文集（編）汐文社 1982.8
- 鴎外をめぐる女たち 林道舎 1992.7
- ヒロシマの歩んだ道 風媒社 1996.8
- 日本語の空間 上 日本人はどこから来たのか? 溪水社 2007.2
- 日本語の空間 中 紫式部は男嫌い? 溪水社 2007.11

| スタブアイコン | サブスタブ | この項目は、まだ閲覧者の調べものの参照としては役立たない、文人（小説家・詩人・歌人・俳人・作詞家・作家・放送作家・随筆家（コラムニスト）・文芸評論家）に関連した書きかけの項目です。この項目を加筆・訂正などしてくださる協力者を求めています（P:文学/PJ:作家）。 |